# Dolores Delgado
Dolores Damián Delgado García (ur. 9 listopada 1962 w Madrycie) – hiszpańska prawniczka, prokurator, w latach 2018–2020 minister sprawiedliwości.

## Życiorys
Ukończyła studia prawnicze na Universidad Autónoma de Madrid. Magisterium z prawa wspólnotowego uzyskała na Uniwersytecie Complutense w Madrycie. Podjęła pracę w zawodzie prokuratora, przystąpiła do branżowego zrzeszenia Unión Progresista de Fiscales. W latach 1989–1993 była prokuratorem przy Tribunal Superior de Justicia de Cataluña (katalońskim sądzie najwyższym), następnie została prokuratorem przy Audiencia Nacional (krajowym sądzie karnym i administracyjnym). Była specjalnym prokuratorem do spraw przeciwdziałania narkomanii (1993–2004) i rzecznikiem w biurze prokuratora generalnego (2006–2007). Specjalizowała się w sprawach z zakresu przeciwdziałania terroryzmowi. W 2011 dołączyła do prowadzącego sprawę Mu’ammara al-Kaddafiego zespołu prokuratorów przy Międzynarodowym Trybunale Karnym.
W czerwcu 2018 objęła stanowisko ministra sprawiedliwości w nowo powołanym rządzie Pedra Sáncheza. W wyborach w kwietniu 2019 i listopadzie 2019 z listy Hiszpańskiej Socjalistycznej Partii Robotniczej uzyskiwała mandat posłanki do Kongresu Deputowanych.
W styczniu 2020 zakończyła pełnienie funkcji ministra. W tym samym miesiącu nowy rząd wysunął jej kandydaturę na stanowisko prokuratora generalnego, którą objęła w lutym 2020.